# Le Ravissement - Rapita
Le Ravissement - Rapita (Le Ravissement) è un film del 2023 scritto e diretto da Iris Kaltenbäck, al suo esordio alla regia di un lungometraggio.

## Trama
Lydia è un'ostetrica senza successo in amore. Un giorno, mentre bada il bambino della migliore amica Salomé, incontra Miloš, con cui tempo prima aveva passato una notte dopo la fine della sua precedente relazione. Per legarlo a sé, decide di spacciare il figlio di Salomé come suo e convince Miloš che è lui il padre biologico del neonato.

## Distribuzione
Il film è stato presentato in anteprima il 20 maggio 2023 alla Settimana internazionale della critica del 76º Festival di Cannes. È stato distribuito nelle sale cinematografiche francesi da Diaphana Distribution a partire dall'11 ottobre 2023, mentre in quelle italiane da Satine Film a partire dall'8 maggio 2024.

## Riconoscimenti
Il film è stato insignito del Premio Louis-Delluc per la migliore opera prima.
- 2023 - Festival di Cannes[6]
  - Premio SACD
- 2023 – Torino Film Festival[7]
  - Premio Speciale della Giuria
  - Migliore attrice ad Hafsia Herzi
  - Premio per la migliore sceneggiatura della Scuola Holden ad Iris Kaltenbäck
- 2024 – Premio César[8]
  - Candidatura per la migliore attrice ad Hafsia Herzi
  - Candidatura per la migliore opera prima
- 2024 – Premio Lumière[9][10]
  - Migliore opera prima
  - Candidatura per la migliore attrice ad Hafsia Herzi
  - Candidatura per la migliore sceneggiatura ad Iris Kaltenbäck